# Overstromingen in Europa in juli 2021
De overstromingen in Europa in juli 2021 vonden plaats in vooral het noordwestelijk binnenland van Midden-Europa, met als gevolg grote schade en enkele honderden slachtoffers in de landen België, Duitsland, Frankrijk, Italië, Luxemburg, Nederland, Oostenrijk, Verenigd Koninkrijk en Zwitserland. De overstromingen waren het gevolg van aanhoudende regenbuien die op hun beurt veroorzaakt werden door een lagedrukgebied (koudeput), dat dagenlang op zijn plaats bleef.  Meerdere rivieren en beken stroomden over. Met name de Belgische provincie Luik en de Duitse deelstaten Noordrijn-Westfalen en Rijnland-Palts werden zwaar getroffen.
Ongeveer 220 mensen kwamen om bij de natuurramp, van wie zeker 180 in Duitsland en 39 in België. In Duitsland was dit de natuurramp met het grootste aantal slachtoffers sinds de stormvloed van 1962.

## Weersomstandigheden en overzicht van de overstromingen

Satelliet- en radarbeelden van 8 tot 15 juli

Sinds begin juli 2021 kwamen warme winden uit Frankrijk en Piëmont naar Centraal-Europa. Een tot in de hogere luchtlagen ontwikkeld lagedrukgebied trok vanuit het noordwesten naar het westen van Duitsland, waar het enkele dagen vrijwel niet van plaats veranderde. Dit was een gevolg van de destijds zwakke straalstroom en omdat het lagedrukgebied tot grote hoogte was ontwikkeld. Door de aanvankelijk boven Europa aanwezige vochtige en warme lucht bleef de depressie lang actief en regende het dagenlang. Dit vond met name plaats in Oost-België, Noordrijn-Westfalen, Rijnland-Palts, Baden-Württemberg, Beieren, Saksen en in het noordwesten van Oostenrijk en Zwitserland. Op veel plaatsen veroorzaakten watermassa's overstromingen in rivieren en beken, grote materiële schade, gewonden en doden. Veel schade ontstond door weggespoelde bruggen en auto's en door ingestorte woningen en andere bouwwerken. De waterstanden van sommige wateren bereikten vergelijkbare hoogten als tijdens de overstroming van de Alpen in 2005 en de overstroming in Zwitserland in 2007 of overschreden ze zelfs. Na ongeveer een week lag het lagedrukgebied boven de oostelijke Alpen, waar het langzaam opvulde en in Oostenrijk nog overstromingen veroorzaakte.
In de verschillende getroffen regio's verliepen de overstromingen anders. De neerslag in sommige berggebieden leidde tot een enorme zwelling van de rivieren en een snel toenemende, maar slechts korte overstroming in de benedenloop. Daarentegen verzamelde het water zich langzaam op andere plaatsen zoals de meren aan de rand van de Alpen in Zwitserland en in de benedenloop van rivieren zoals de Maas en de Rijn en bereikte pas na enkele dagen de hoogste waterstanden. In sommige dallandschappen zakten de vloedgolven na enkele uren, terwijl de overstromingen in vlakke gebieden dagenlang aanhielden. De overstroming was vooral verwoestend in de Eifel, waar gebouwen inclusief infrastructuur aan de Ahr, het bovenste deel van de Erft, de Roer en zijn zijrivieren Inde, Merzbach en Worm werden verwoest.

## Getroffen gebieden

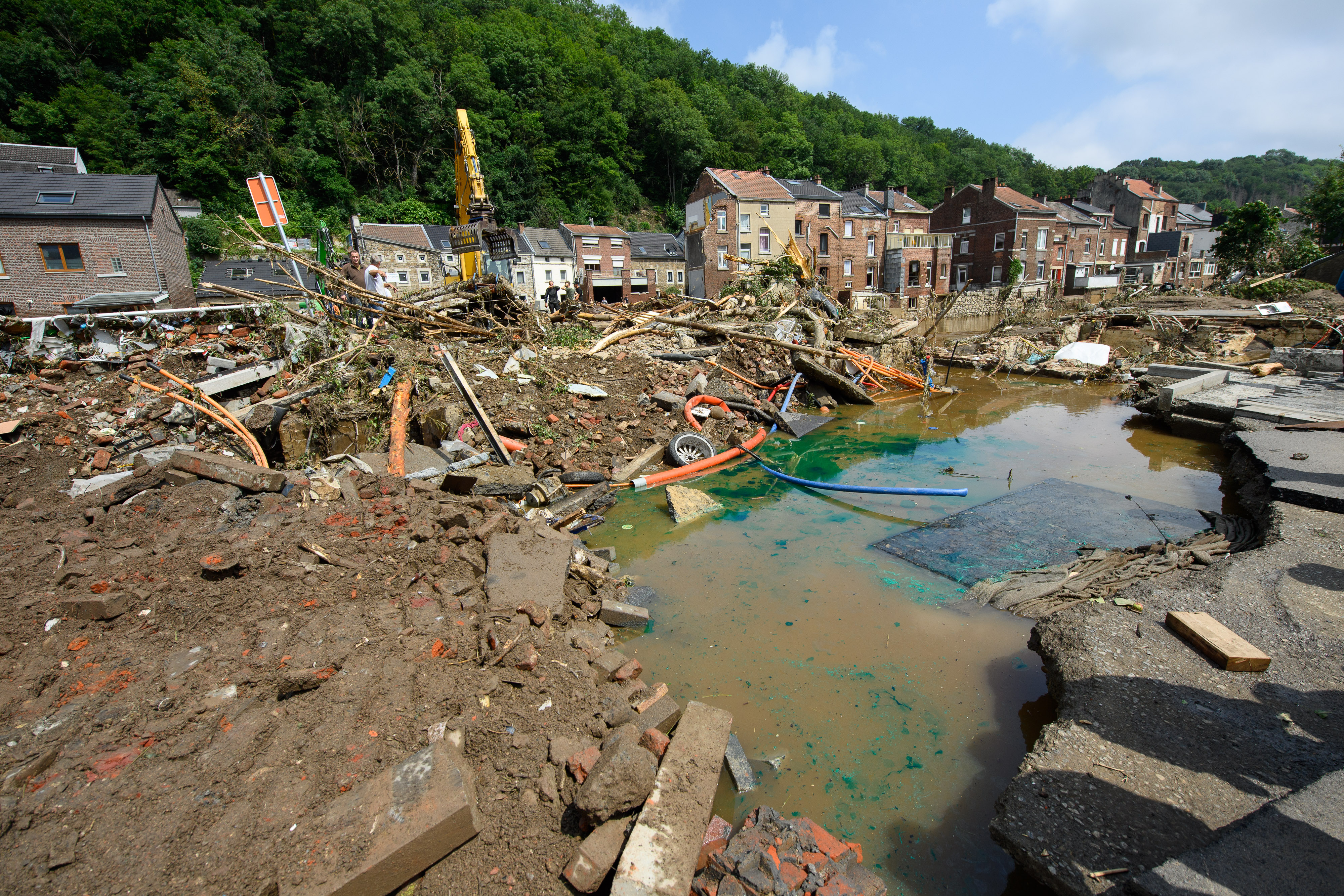
Ravage in Pepinster na de overstroming van de Vesder en de Hoëgne

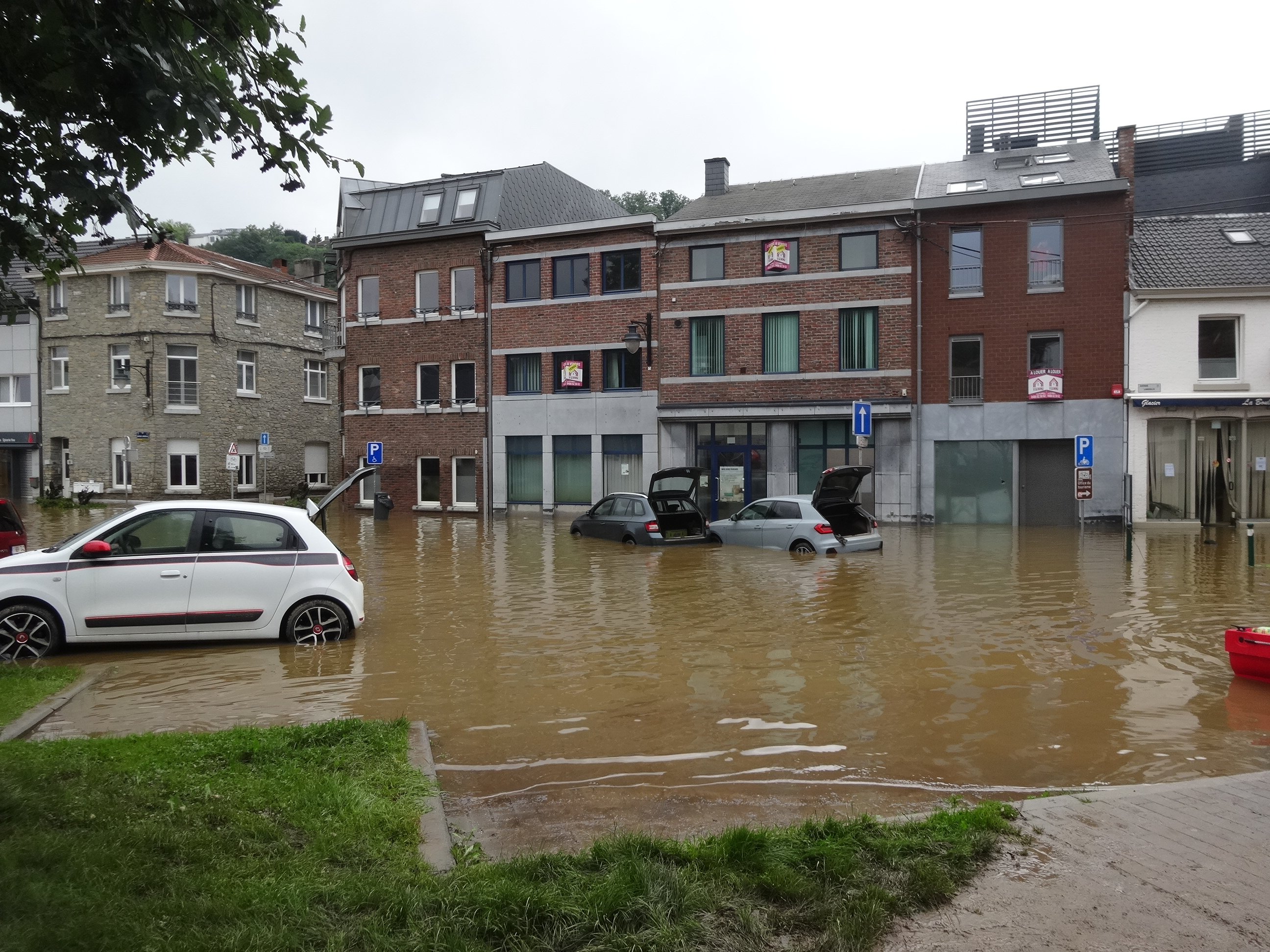
Tilff bij Esneux

Hieronder een overzicht van de getroffen landen België, de Duitse deelstaten Noordrijn-Westfalen en Rijnland-Palts, Frankrijk, Luxemburg en Nederland.

### België

#### Wallonië
In België werden vooral plaatsen aan de oevers van de rivier de Maas en haar zijrivieren in Wallonië getroffen. De regenmeters van de Service Publique de Wallonie - Mobilité et Infrastructures (SPW MI) registreerden over een periode van 48 uur de volgende neerslaghoeveelheden: in Jalhay 271,5 mm (271,5 liter per vierkante meter), in Spa 217,1 mm, Neu-Hattlich 189,0 mm, Mont Rigi 192,4 mm. Deze hoeveelheden zijn uitzonderlijk, en zouden maar eens in de honderd jaar voorkomen.
Op 15 juli kondigde Infrabel de stopzetting van het treinverkeer in de hele regio aan. Op 19 juli werden verschillende spoorlijnen waar dit mogelijk was weer heropgestart. Diverse lijnen bleven langere tijd buiten gebruik als gevolg van waterschade. Er was een risico op overstromingen in de hele provincie Luik en in delen van de provincies Luxemburg, Namen en Waals-Brabant. In het gebied van de Duitstalige Gemeenschap trad de Our buiten haar oevers.
De autosnelwegverbinding A602-A26 door Luik was ter hoogte van Angleur ondergelopen en afgesloten.
In België stierven circa veertig mensen als gevolg van de watersnood; op 25 juli 2021 werden vijf mensen nog vermist. Verschillende huizen stortten in. Er zaten circa 20.000 mensen zonder elektriciteit en ook het drinkwater raakte vervuild. Zeer zwaar getroffen was het dal van de Vesder met plaatsen als Verviers, Pepinster en Chaudfontaine, waar veel slachtoffers vielen, huizen, wegen en bruggen waren weggespoeld en velen dagenlang op hulp moesten wachten.
Op 24 juli werden delen van Wallonië opnieuw getroffen door noodweer, dat wateroverlast en modderstromen veroorzaakte. Deze keer werden vooral de provincies Namen en Waals-Brabant getroffen. De schade was groot in onder andere Namen, Dinant en Walhain.
In Namen liep het centraal archeologisch magazijn van het Agence wallonne du Patrimoine twee keer onder, met dermate desastreuze gevolgen dat het behoud van de locatie werd uitgesloten. Ook archiefruimtes in onder meer Eupen, Verviers, Limbourg en Wanze werden getroffen. Sommige stonden meer dan 72 uur onder water.
De totale schade van de overstromingen liep in de miljarden. Het Waals Gewest alleen al raamde in september 2021 zijn tussenkomst op 2,3 à 3 miljard euro.
Uiteindelijk erkende de Waalse overheid bij besluit van 28 juli 2021, uitgebreid bij besluit van 26 augustus 2021 de overstromingen van 14 tot 16 juli als "algemene natuurramp". Het rampgebied werd afgebakend tot 209 gemeenten: alle gemeenten van de provincies Luik, Luxemburg en Namen, 21 van de 27 Waals-Brabantse gemeenten, en 22 van de 69 Henegouwse gemeenten. Nog 15 gemeenten in de provincie Namen kregen de erkenning voor de overstromingen van 24 juli. Alle betrokken gemeenten kwamen in aanmerking voor gewestelijke steun. De 10 zwaarst getroffen gemeenten (“categorie 1”) waren Chaudfontaine, Esneux, Eupen, Luik, Limbourg, Pepinster, Rochefort, Theux, Trooz en Verviers.
Een half jaar na de overstromingen waren nog honderden inwoners van het zwaar getroffen Pepinster afhankelijk van noodhulp en leefden in deels verwoeste huizen zonder gas en elektriciteit. Op 30 april 2022 zou nog steeds 38 % van de verzekeringsdossiers niet zijn afgesloten. De Waalse overheid ging de achterstallige dossiers coördineren.
Een jaar na de ramp maakte de Waalse overheid de balans op:
- 209 getroffen gemeenten
- 39 doden
- ca. 100 000 mensen getroffen
- 9 670 hectare onder water
- ca. 48 000 gebouwen overstroomd (waaronder 45.000 woningen)
- 11 000 auto's beschadigd
- honderden kunstwerken vernield of beschadigd
- een schadepost van 2,8 miljard euro voor het Waals Gewest.

Voor de wederopbouw lanceerde de Waalse regering twee grootschalige plannen: Quartiers durables voor elf wijken in de zwaarst getroffen gemeenten, en Masterplan Vesdre, voor de begeleiding van toekomstige bouwprojecten in de Vesdervallei, in 2023 gepubliceerd als Schéma stratégique de la Vesdre.
Pas drie jaar na de ramp, medio 2024, waren de oevers van de Vesder zo goed als opgeruimd. De schoonmaak was een enorme opgave, die voor een groot deel werd uitgevoerd door vrijwilligers, onder andere van de NGO River Cleanup. Na verloop van tijd werd de taak deels overgenomen door bouwbedrijven die met verzekeringsgeld betaald werden, of de lokale overheden sprongen in dankzij hulpfondsen voor de regio.

#### Limburg
Het Limburgse gehucht Herbricht in de gemeente Lanaken overstroomde voor een groot deel half juli. Ook Kotem in de gemeente Maasmechelen kreeg te maken met wateroverlast. De keermuur in Heppeneert in de gemeente Maaseik, gebouwd in 1926, moest worden verhoogd met twee lagen zandzakken. Moelingen, een dorp van de gemeente Voeren, werd getroffen door een overstroming van de Berwijn (wat in 2018 ook al was gebeurd).

### Duitsland

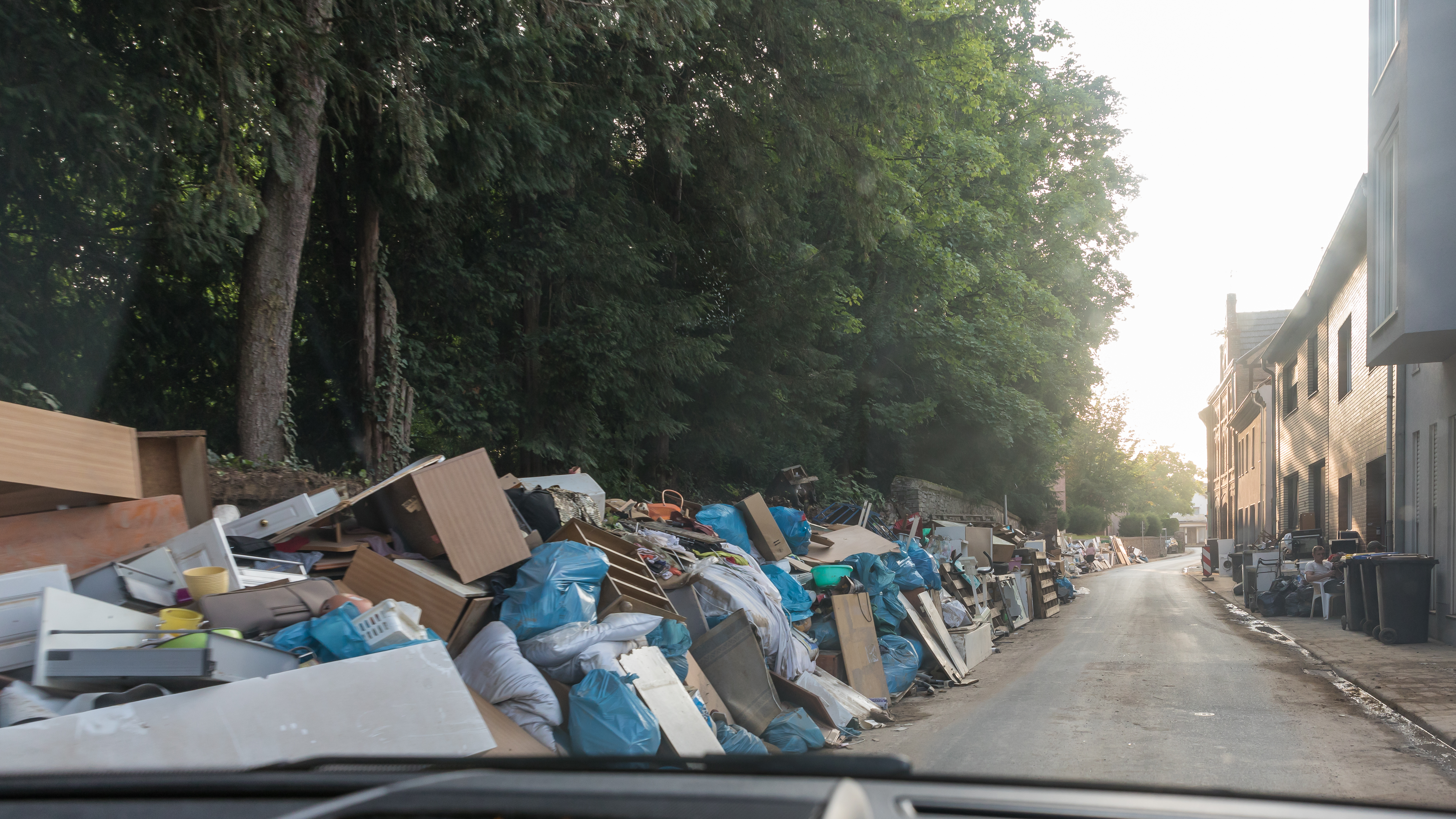
Opruimen in Flamersheim

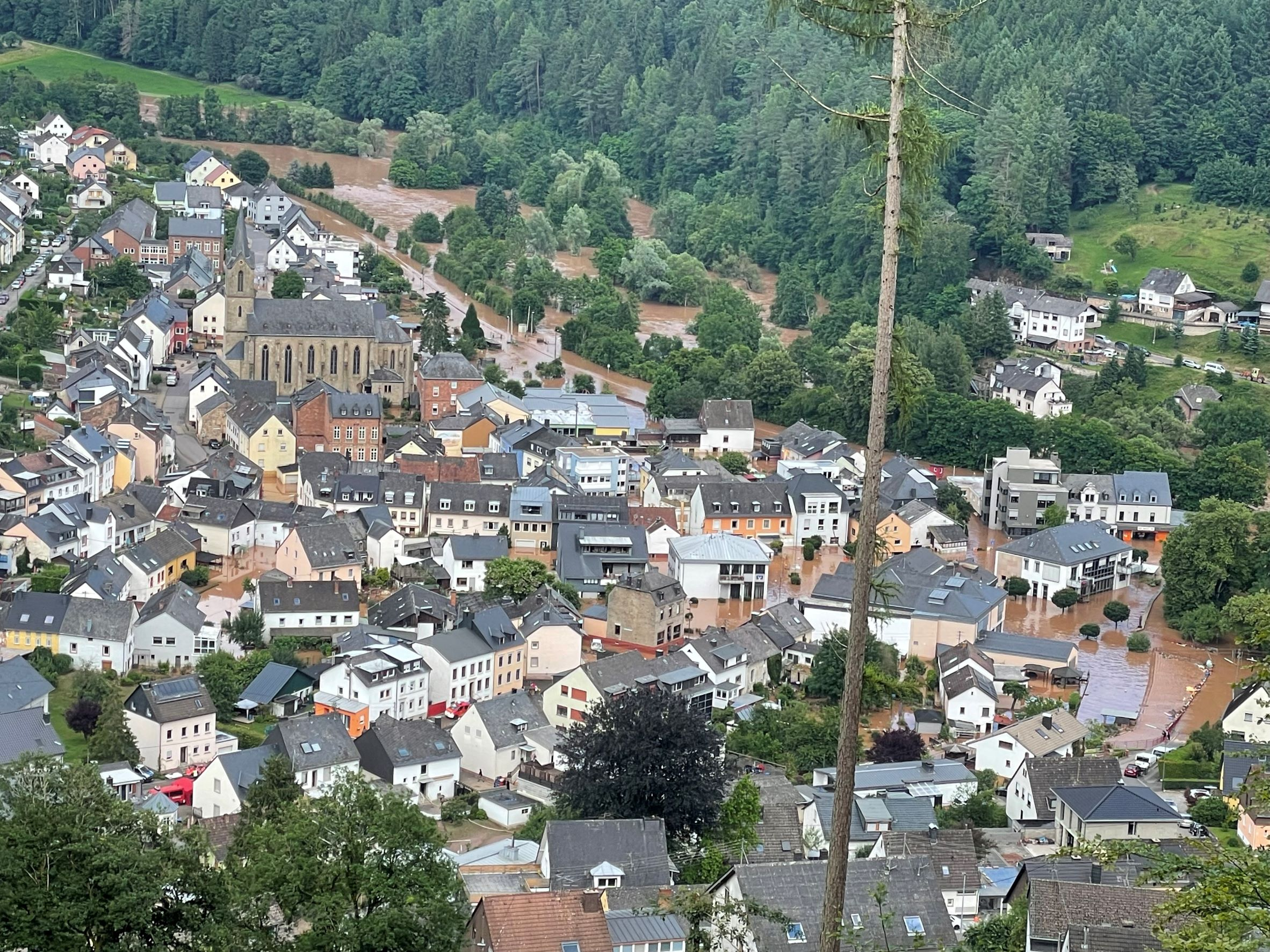
Ondergelopen dorp Kordel

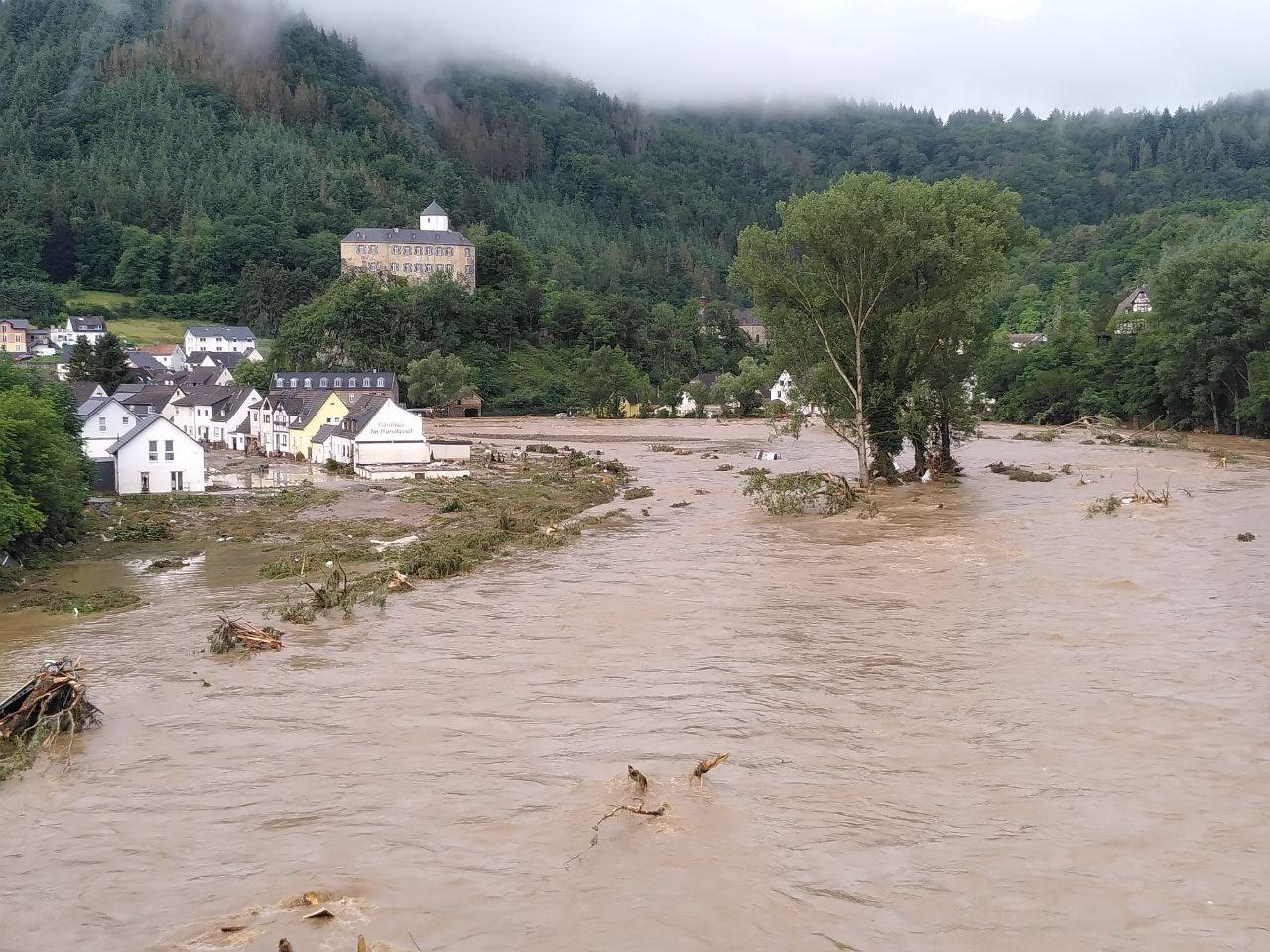
Hoog water in Kreuzberg

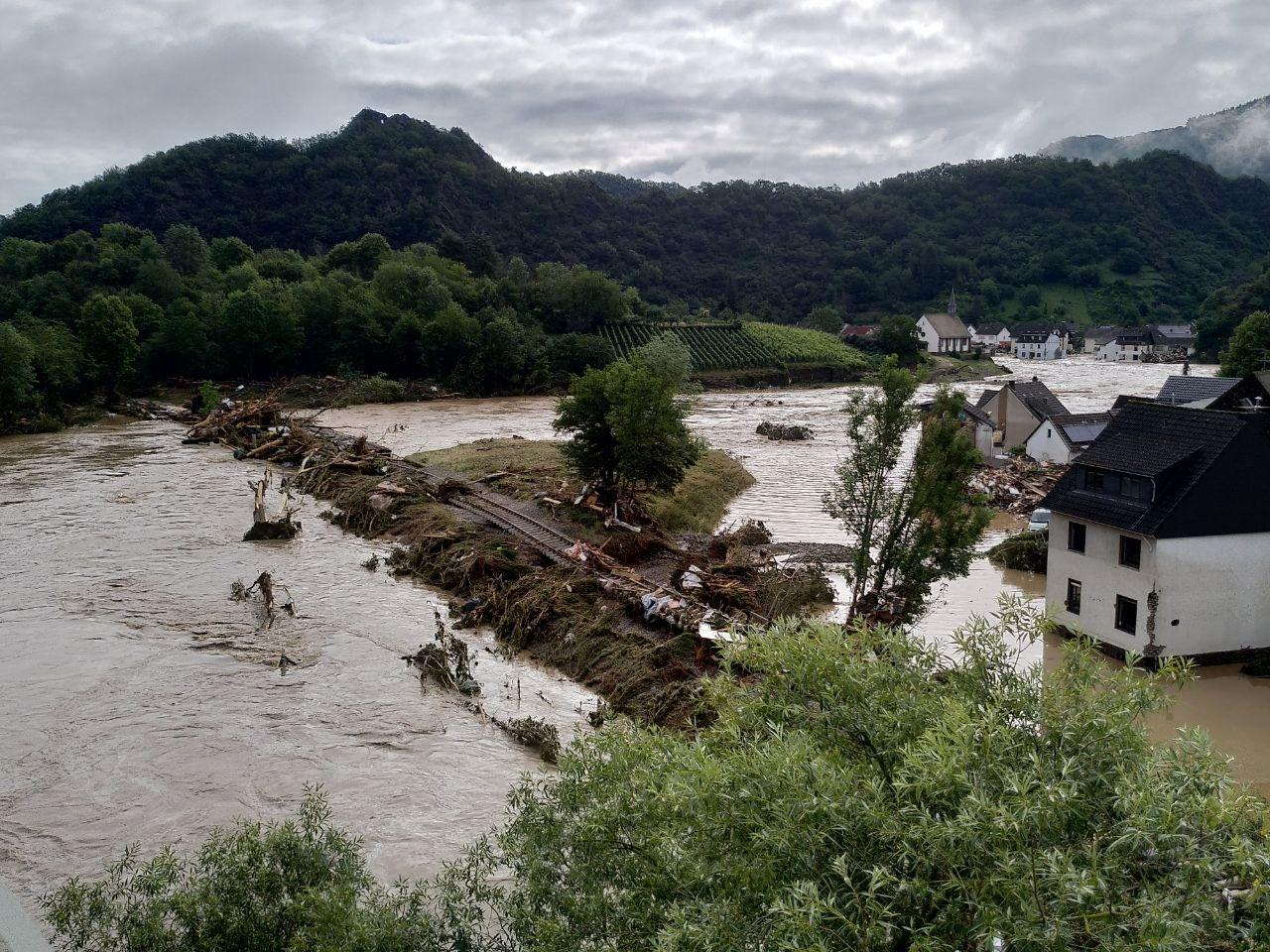
Verwoeste spoorbrug bij Altenahr

Ook in verschillende regio's van Duitsland zorgde hevige regenval medio juli 2021 voor grote overlast. Op sommige plaatsen viel binnen 24 uur meer dan 150 mm regen, onder andere in Keulen-Stammheim. De regenmassa's veroorzaakten ernstige overstromingen. Vooral de deelstaten Noordrijn-Westfalen en Rijnland-Palts werden zwaar getroffen. Voor de twee deelstaten gaf de minister van Defensie op 16 juli 2021 een rampenalarm om de slagkracht van de Bundeswehr bij rampenbestrijding te vergroten.
Door de zware regen kwamen in beide deelstaten zeker 166 mensen om. In Noordrijn-Westfalen verdronken onder meer vier brandweerlieden. Zelfs bij de eerste inventarisatie bleek het aantal slachtoffers aanzienlijk hoger dan bij het hoogwater in Centraal-Europa van 2002, toen in Duitsland 21 mensen om het leven kwamen. Daarnaast was er veel materiële schade, die enkele weken na de ramp geschat werd op 30 miljard euro.
Omdat de overstroming meerdere onderstations bereikte, moesten de elektriciteitsbedrijven daar de elektriciteit uitschakelen. 200 000 mensen in Noordrijn-Westfalen en Rijnland-Palts werden getroffen door stroomuitval; meer dan de helft daarvan zat langer dan een dag zonder stroom. Ook waren mobiele netwerken en de drinkwatervoorziening in sommige getroffen gebieden verstoord. Evenzo werd het treinverkeer getroffen, vooral in Noordrijn-Westfalen en Rijnland-Palts. Enkele spoorlijnen in de Eifel, zoals de Eifellijn en de Ahrtalbahn, raakten zwaar beschadigd. Begin 2024 zijn zowel de Eifellijn als de Ahrtalbahn nog steeds deels buiten gebruik. 

#### Noordrijn-Westfalen
Op 16 juli waren er in Noordrijn-Westfalen 25 steden en districten die als "ernstig getroffen" werden aangemerkt. Op dezelfde dag handelden naar schatting 19 000 hulpverleners zo'n 30 000 hulpverzoeken af die verband hielden met de overstroming; de 3200 hulpverzoeken aan de politie van Noordrijn-Westfalen niet meegerekend.
De ingrijpende gevolgen van het noodweer in West-Duitsland waren ook voelbaar in Euskirchen en de gemeenten Ahrweiler en Erftstadt waarvan meerdere dorpskernen zwaar zijn getroffen. Door de overstromingen en het instortingsgevaar van de Steinbachtalsperre moesten enkele duizenden inwoners van verschillende dorpen hun huizen verlaten. De Erft, die buiten haar oevers trad, overstroomde grote delen van het stedelijk gebied van Erftstadt, verschillende plaatsen werden gedeeltelijk of volledig geëvacueerd en wegen zoals de A1, A61 en B265 sloten deels vanwege de overstromingen en wegschade. In Blessem, een wijk van Erftstadt, stroomde het water van de Erft door een woon- en handelsgebied. De rivier baande zich een weg naar de put van de grindfabriek van Blessem; verschillende huizen in de buurt van Kasteel Blessem werden weggespoeld of raakten beschadigd. Een ziekenhuis in Eschweiler moest volledig worden ontruimd; de ruim 300 patiënten werden overgebracht naar andere ziekenhuizen. Het grootste deel van de penitentiaire inrichting in Euskirchen werd ontruimd. In deze omgeving vielen 27 doden.
Naast de schade aan hoofdwegen werden veel spoorlijnen zwaar getroffen. In de zuidelijke helft van Noordrijn-Westfalen was treinverkeer soms op geen enkel traject mogelijk. Langeafstandstreinen uit het noorden eindigden onder meer in Münster en verschillende regionale treindiensten werden geschrapt. De stations in Hagen en Wuppertal en de spoorlijnen die hier lopen (inclusief de spoorlijn door het dal van de Wupper) zijn bijzonder getroffen. Hier was op 16 juli geen treinverkeer mogelijk. Ook in Bonn, op de linker Rijnoever, konden er tot 17 juli 2021 geen treinen rijden omdat water het seinhuis binnendrong en de stroomtoevoer onderbrak. Doordat de Inde buiten haar oevers trad, kwam de dagbouwmijn Inden gedeeltelijk onder water te staan.
Op 14 juli werden het hoogwaterretentiebekken van de Erft in Eicherscheid in de Eifel en andere retentiebekkens bij Horchheim, Weilerswist en Kerpen-Mödrath geopend om de afvoer in de Erft te verminderen. Op de avond van 16 juli brak er een dam in de Roer in Wassenberg-Ophoven.
In Duitsland werden 850 militairen ingezet. Ze hielpen de brandweer in de rampgebieden en maakten met gepantserde voertuigen wegen vrij. De Duitse autoriteiten lieten helikopters uitvliegen om mensen van daken te halen. De Duitse politie greep in om enkele plunderingen en ramptoerisme te voorkomen.
Op 9 augustus maakte deelstaatpremier Armin Laschet in het deelstaatparlement een voorlopige balans van de schade op. Die werd door hem geschat op meer dan 13 miljard euro. Hij gaf aan dat onder andere 150 scholen en 250 gezondheidsinstellingen schade hadden opgelopen, en noemde de overstromingen "vermoedelijk de grootste natuurramp sinds het ontstaan van de Bondsrepubliek". Er ontstond enige ophef nadat Laschet tijdens een bezoek aan het rampgebied in een lachbui was geschoten.

#### Rijnland-Palts
In deze regio waren zeker 122 doden en 763 gewonden. Op 20 juli werden er nog 155 mensen vermist. De overstromingen kwamen hier sneller dan de autoriteiten de mensen hadden kunnen waarschuwen. Vooral de Landkreis Ahrweiler werd zwaar getroffen, waar de overstroming van de Ahr een spoor van vernieling achterliet en bruggen en andere infrastructuurvoorzieningen vernielde. Alleen al in het kleine dorp Schuld stortten zes huizen in. In de stad Sinzig stierven twaalf bewoners van een gehandicaptenvoorziening. Ook de districten Vulkaneifel en Trier-Saarburg werden tot rampgebied uitgeroepen. De gemeente Kordel, waar een verzorgingshuis volledig ontruimd moest worden, werd eveneens zwaar getroffen.
Minstens zeven spoorbruggen en ongeveer 20 kilometer spoor op de Ahrtal-spoorlijn werden verwoest door overstromingen en ondermijning. Vervangend vervoer was moeilijk vanwege de slechte toestand van de wegen.
De Copernicussatellieten van de EU en ESA maakten opnames van het getroffen rampgebied om de hulpdiensten te kunnen ondersteunen.

#### Beieren
Het regengebied trok verder oostwaarts naar het grensgebied van het Duitse Beieren de Oostenrijkse deelstaat Salzburg waar het ook voor overstromingen in het Donaubekken zorgde en er doden te betreuren vielen.

### Frankrijk

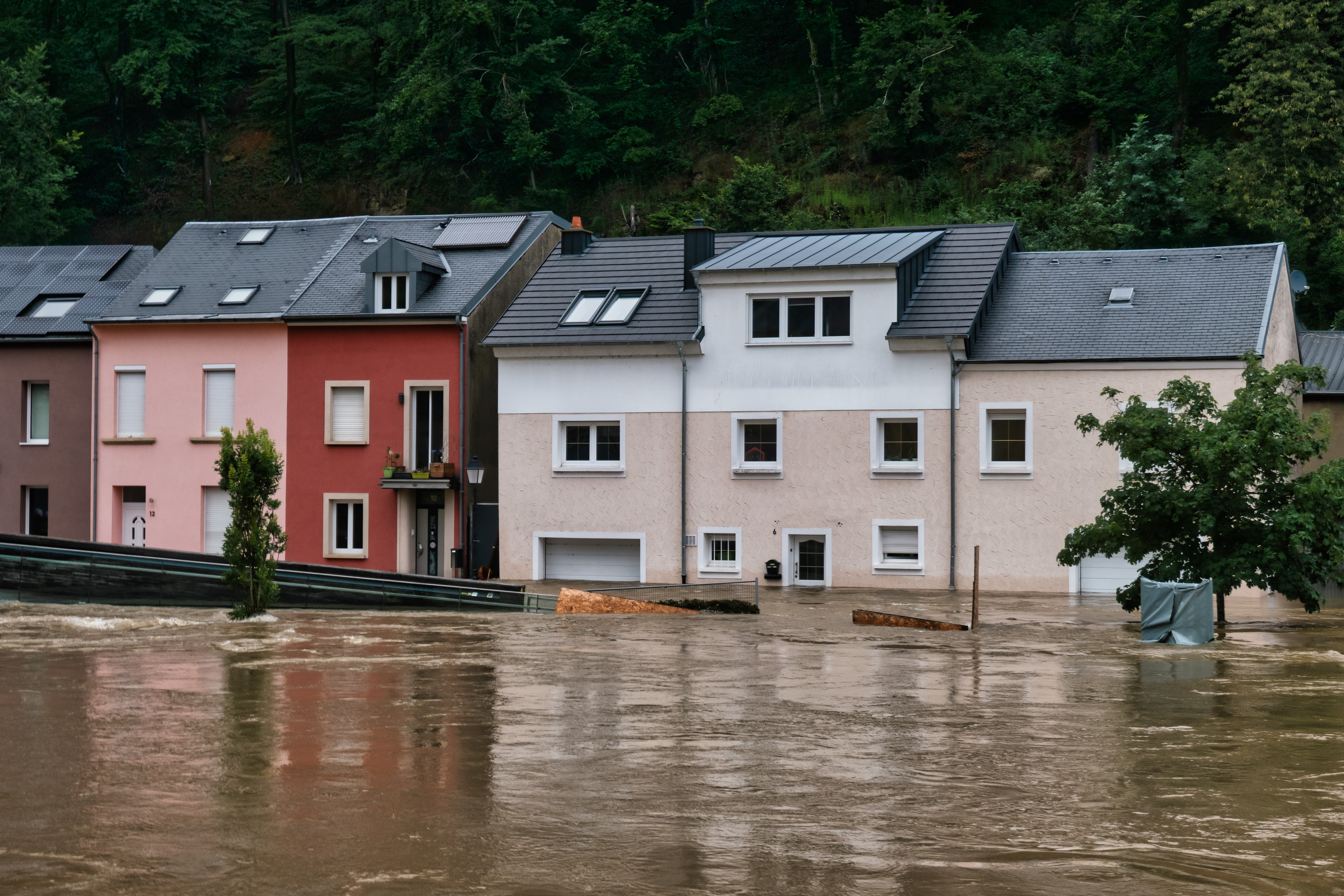
Hoogwater in Hesperange, Luxemburg

De Franse regio Grand Est had het meest te lijden onder de overstromingen terwijl ook de regio's Hauts-de-France en Bourgogne-Franche-Comté schade ondervonden van lokale overstromingen. Volgens Météo France viel tussen maandag 12 juli en vrijdag 16 juli 199 millimeter regen in de Châtel-de-Joux (Jura), 160 mm in Plainfaing (Vogezen), 159 mm in Le Fied (Jura) en 158 mm in Villers-la-Chèvre (Meurthe-et-Moselle).

### Luxemburg
Ook in het Groothertogdom Luxemburg zorgde zware regenval op 14 en 15 juli ervoor dat rivieren buiten hun oevers traden en naburige steden onder water zetten. Delen van de stad Echternach moesten op 15 juli worden geëvacueerd, evenals inwoners van verschillende andere plaatsen zoals Rosport. In Bollendorf bereikte het niveau van de rivier de Sûre met 635 centimeter de hoogste waarde sinds het begin van de metingen. Ernstige schade werd veroorzaakt in de benedenstad van de hoofdstad Luxemburg door de Alzette. De kerosinelevering aan de luchthaven werd onderbroken wegens de schade aan een pijpleiding dicht bij Echternacherbrück. De treindienst van Metz in Frankrijk naar Luxemburg werd zwaar getroffen en werd volledig stopgezet vanuit Thionville. Aanleiding hiervoor was het onderlopen van de treintunnel bij Hagondange. Veel spoorwegen en wegen in Luxemburg waren gesloten vanwege aardverschuivingen en overstromingen. In de middag van 15 juli 2021 daalde het waterpeil op veel plaatsen weer langzaam. De Luxemburgse premier kondigde een steunbedrag van 50 miljoen euro aan.

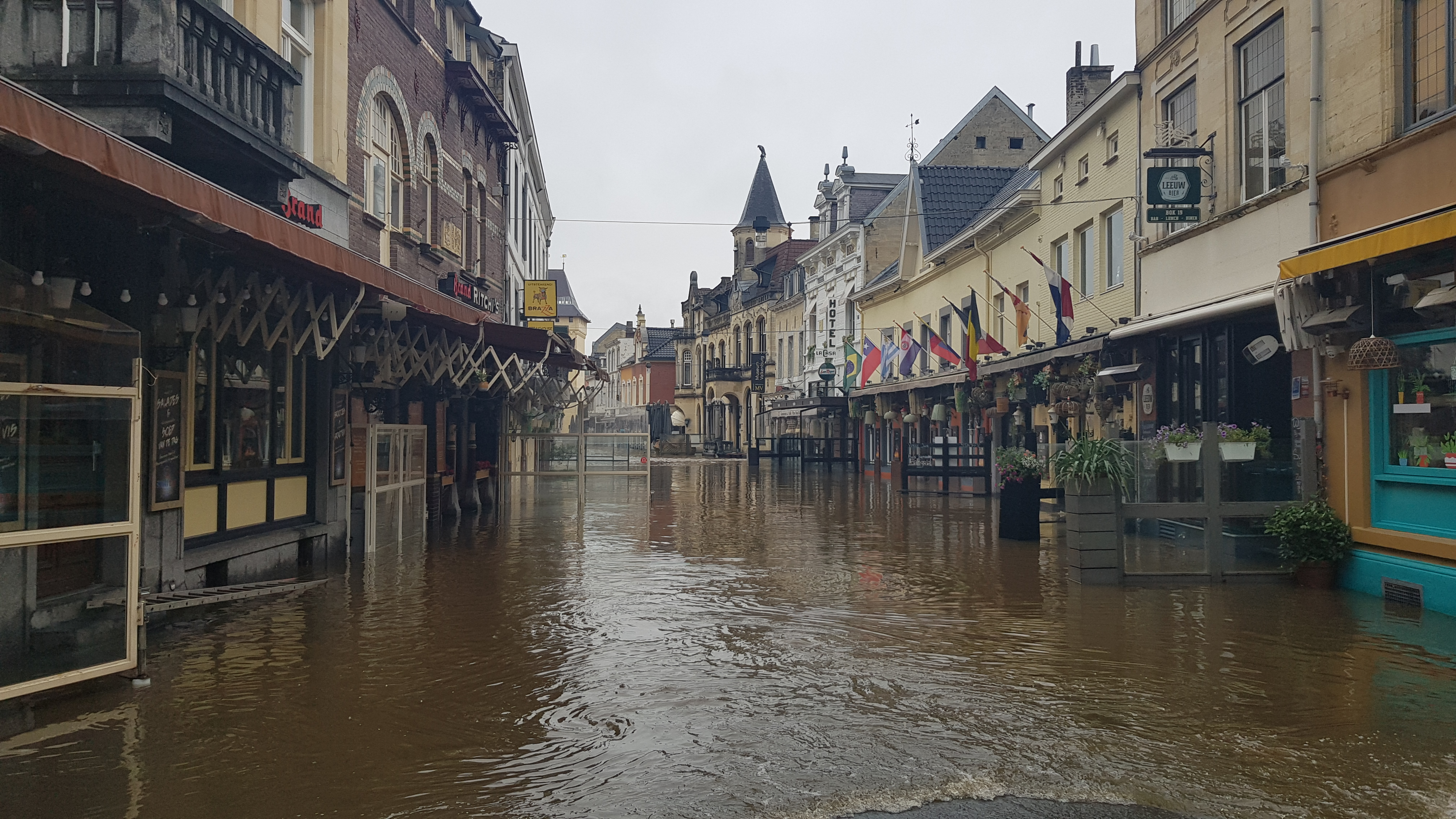
Overstroming van de Geul in het centrum van Valkenburg

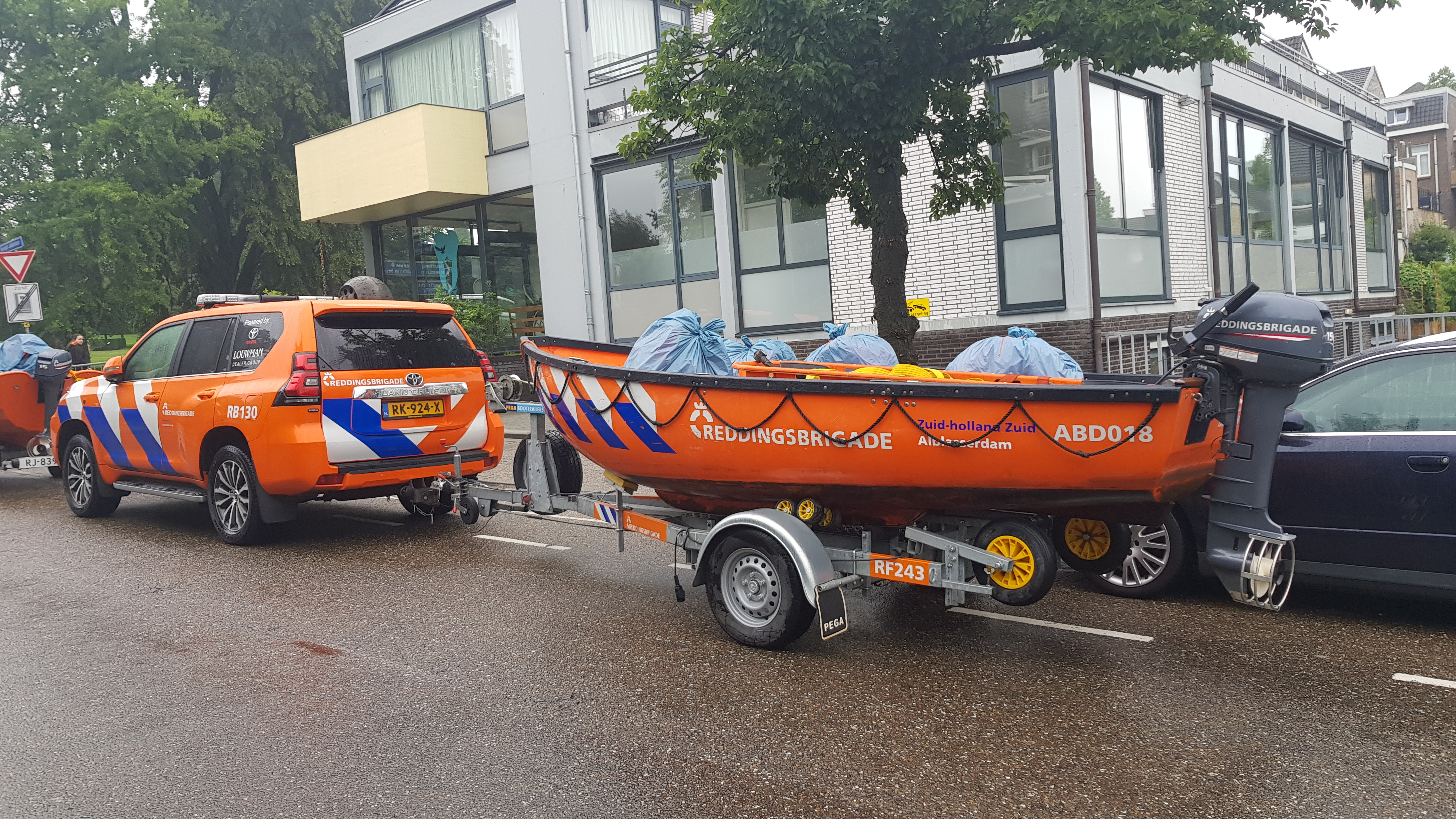
Hulpverlening in Valkenburg

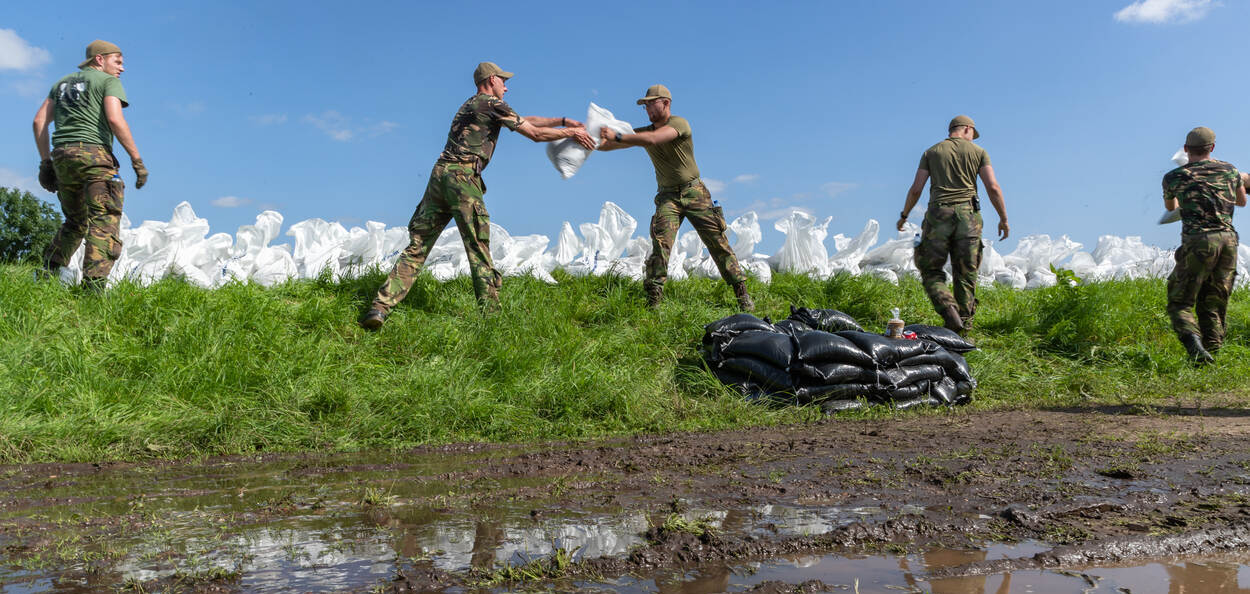
Militairen helpen met dijkversteviging langs de Maas bij Baarlo

### Nederland
Vooral het zuidelijke deel van de Nederlandse provincie Limburg werd door zware neerslag en de gevolgen daarvan getroffen. In het Heuvelland en de Oostelijke Mijnstreek zorgde hevige regenval op 13 en 14 juli ervoor dat beken en riviertjes buiten hun oevers traden. Op deze twee dagen viel in sommige delen van Zuid-Limburg meer dan 150 millimeter. De hieruit voortkomende overstromingen veroorzaakten wateroverlast in onder andere de gemeenten Maastricht, Heerlen, Landgraaf, Kerkrade, Gulpen-Wittem, Valkenburg aan de Geul en Meerssen.
Het centrum van Valkenburg liep in de nacht van 14 op 15 juli onder water. Diverse bruggen over de Geul raakten ontzet, waarvan er een instortte. Honderden inwoners en hotelgasten werden geëvacueerd, waarbij militairen assistentie verleenden. In totaal ondervonden in Valkenburg 2300 huishoudens overlast. 700 woningen werden tijdelijk onbewoonbaar. Daarnaast werden 270 horecaondernemingen en 180 winkels getroffen door het hoge water. Op 15 juli bezochten koning Willem-Alexander en koningin Máxima het centrum van Valkenburg. De schade in Valkenburg werd kort na de wateroverlast geschat op 400 miljoen euro.
Op 15 juli overtrof het debiet van de Maas bij Eijsden (3 260 m³/s) het (winter)record van 1993 (3 120 m³/s). De meetreeks loopt terug tot 1911 (bij de overstromingen van 1643 was het debiet waarschijnlijk hoger, naar schatting 3 600 m³/s). Delen van de snelwegen A2, A76 en A79 werden afgesloten en achtereenvolgens werden delen van Eijsden, Maastricht, Stein en Roermond geëvacueerd. In de Maastrichtse buurt Boschpoort dreigde een stuwdam het te begeven. In Geulle leek op 16 juli een dijk langs het Julianakanaal door te breken. Mensen werden opgeroepen de aangrenzende dorpen zo spoedig mogelijk te verlaten. Rijkswaterstaat meldde later dat het opwellend Maaswater betrof, dat door middel van zandzakken tegengehouden kon worden. In Venlo en de buurgemeenten Baarlo en Kessel werden op 16 juli ruim 10 000 mensen geëvacueerd. In Venlo werd uit voorzorg een ziekenhuis geëvacueerd. Evacuaties waren er verder in de gemeenten Stein, Sittard-Geleen, Echt-Susteren, Roermond en Roerdalen.
Op 15 juli werden 300 militairen ingezet om te helpen bij de overstromingen in Limburg. De Nationale Reddingsvloot (NRV), een samenwerking tussen de brandweer en reddingsbrigade met 88 eenheden uit 22 veiligheidsregio's, is grootschalig ingezet in Limburg en België.
Na het dalen van de waterstand in de Maas werd op 20 juli ook in Noord-Limburg de noodsituatie weer opgeheven. De provincie is volgens het waterschap Limburg door het oog van de naald gekropen, er zijn geen dijken doorgebroken. Dankzij alle maatregelen die sinds het hoogwater in 1993 en 1995 zijn genomen is de wateroverlast langs de Maas in 2021 (veel) minder erg geworden dan destijds.
Medio augustus 2021 werd de totale schade in Limburg geschat op 1,8 miljard euro, inkomstenderving niet meegerekend. Circa twee derde van dat bedrag werd niet gedekt door verzekeringen. Op 13 augustus stelde het demissionaire kabinet-Rutte III 1,15 miljard euro ter beschikking voor de niet-verzekerde schade van bedrijven, instellingen en particulieren.
In het Zuid-Limburgse Westbroek (gemeente Meerssen) werd in juli 2022, een jaar na de watersnood, het Herdenkingsmonument Westbroek onthuld.

## Analyse van oorzaken

### Klimaatverandering
De klimaatonderzoekers Stefan Rahmstorf, Friederike Otto, Ed Hawkins en de meteoroloog Karsten Schwanke beschrijven dat de opwarming van de aarde een belangrijke factor is voor de toenemende frequentie en intensiteit van extreme weersomstandigheden. Schwanke beschrijft hoe de hoeveelheid regen in de Eifel grote schade aanrichtte: het water werd daar door het middelgebergte geleid en leidde tot snel stijgende waterstanden in de kleinere beken, wat op zijn beurt bijdroeg aan de overstromingen. Bovendien was het een ongewone gebeurtenis omdat er in een dergelijk groot gebied – van het Sauerland tot het Bergisches Land en Keulen tot de Eifel – meer dan 100 millimeter regen viel.
De overstromingen volgden op ongekende hittegolven langs de noordwestkust van de Verenigde Staten en het zuidwesten van Canada en in Noord-Europa, wat wetenschappers ertoe aanzette om een mogelijk verband met klimaatverandering te veronderstellen. Voorafgaand aan de overstromingen hadden wetenschappers gewaarschuwd dat extreme weersomstandigheden vaker zouden voorkomen als gevolg van klimaatverandering. Voorbeelden van dergelijke extreme gebeurtenissen zijn zware regenval; een stijging van de temperatuur van de atmosfeer zorgt ervoor dat deze meer waterdamp kan opnemen, wat resulteert in meer neerslag. Klimaatverandering kan ertoe hebben geleid dat de straalstroom grilliger is geworden, wat op zijn beurt kan leiden tot frequentere extreme weersverschijnselen. Verder onderzoek en analyse zijn nodig om de omvang van de rol van klimaatverandering bij overstromingen te begrijpen.
Antonio Navarra, klimatoloog aan de Universiteit van Bologna en voorzitter van het Euro-Mediterranean Center Foundation on Climate Change, stelde dat er een duidelijk verband is tussen de toename van de concentratie van CO2 in de atmosfeer en de frequentie en intensiteit van overstromingen, hittegolven en droogteperiodes. Carl-Friedrich Schleussner van de Humboldt-Universität Berlin stelde dat de vraag niet is of de klimaatverandering heeft bijgedragen aan de overstroming, maar "hoeveel". Dieter Gerten, een onderzoeker van het Potsdam Institute for Climate Impact Research, karakteriseerde de omvang van de overstromingen en andere extreme weersomstandigheden als overtreffende voorspellingen van de huidige modellen voor klimaatverandering, en merkte op dat de abrupte toename van de frequentie en intensiteit van extreem weer erop kan wijzen dat een omslagpunt is overschreden. Michael E. Mann van Penn State University, Hayley Fowler van Newcastle University en Kai Kornhuber van Columbia University wezen op een vertraging van de straalstroom als mogelijke verklaring.
Bas Jonkman, hoogleraar waterbouw aan de TU Delft die met enkele Europese collega's een wetenschappelijk artikel publiceerde over trends in Europese overstromingen, stelde dat tot 2016 er (nog) geen trend was in het voorkomen van meer overstromingen. Hiermee wilde hij niet beweren dat klimaatverandering geen invloed heeft gehad op de hiervoor besproken overstromingen.

### Lokale factoren
Andere factoren die de situatie bij hevige regenval kunnen verergeren, zijn oppervlakteafdekking, ontbossing, uitgedroogde bodems en ontbrekende of ondermaatse maatregelen ter bescherming tegen overstromingen van lage bergbeekjes, die tot dan toe zelden als risico werden gezien. Hoe hoog de waterstanden precies waren, is in sommige gevallen niet meer te achterhalen, omdat meettoestellen geen gegevens meer rapporteren. De meettoestellen waren ofwel niet ontworpen voor de bereikte waterstanden of werden vernietigd door het water.
838 · 1014 · 1042 · 1134 · 1163 · 1164 · 1170 · 1196 · 1212 · 1214 · 1219 · 1220 · 1221 · 1248/1249 · 1277 · 1280 · 1282 · 1287 · 1288 (I) · 1288 (II) · 1322 · 1334 · 1362 · 1374 · 1375 · 1377 · 1404 · 1421 · 1424 · 1468 · 1477 · 1509 · 1514 · 1530 · 1532 · 1552 · 1566 · 1570 · 1610 · 1643 · 1651 · 1675 · 1682 · 1686 · 1703 · 1717 · 1726 · 1741 · 1775 · 1776 · 1784 · 1799 · 1808 · 1809 · 1820 · 1825 · 1855 · 1861 (I) · 1861 (II) · 1877 · 1906 · 1916 · 1926 · 1953 · 1962 · 1993 · 1995 · 2006 · 2021